# 11 septembre, récit du 11e jour
Pour les articles homonymes, voir 11 septembre (homonymie).
Albums de Médine
Jihad, le plus grand combat est contre soi-même
(2005)
11 septembre, récit du 11e jour est le premier album solo de Médine, sorti le 11 septembre 2004.
Les chansons évoquent l'islam en France et la nouvelle perception de l'islam par l'Occident après les attentats du 11 septembre 2001.

## Présentation
Dans cet album, Médine dénonce l'impérialisme américain et le néocolonialisme occidental, ainsi que l'amalgame entre musulmans et terroristes après les attentats d'Al-Qaïda, particulièrement ceux du 11 septembre,.
Il entend aussi donner une meilleure image des banlieues en France, à l'encontre des représentations médiatiques d'intégrisme religieux, de violence, de délinquance et de « tournantes ».
Cet album lance la carrière solo de Médine sur la scène hip-hop en France.

### Enfant du destin
Dès ce premier album, Médine pratique le storytelling (narration de petites histoires souvent tragiques) avec notamment la saga Enfant du destin.
La première partie d'Enfant du destin raconte l'histoire de Sou Han, une petite fille vietnamienne qui apprend que son père, soldat de la guerre du Viêt Nam, a été tué par un soldat américain, et qui se venge en faisant exploser une bombe dans un bar américain.
L'autre partie d'Enfant du destin raconte l'histoire du jeune israélien David, dont les parents, soldats de Tsahal, s'apprêtent à partir au front. Moins convaincu que ses parents, il veut leur faire part de son opinion sur cette guerre, mais sera victime d'un attentat palestinien avant d'avoir pu leur faire part de ses impressions sur ce conflit.
Enfant du destin connaîtra plusieurs suites dans les albums suivants de Médine :
- 2005 : Enfant du destin (Petit Cheval) dans Jihad : le plus grand combat est contre soi-même, à propos d'un Amérindien[7],[5] ;
- 2008 : Enfant du destin (Kounta Kinté) dans Arabian Panther, à propos de Kunta Kinte, personnage du roman Racines, guerrier mandingue capturé et vendu comme esclave aux États-Unis[7],[5] ;
- 2013 : Enfant du destin (Daoud) dans Protest Song, à propos d'un Palestinien qui commet un attentat contre Israël pour venger la mort de son frère, attentat qui tue David dans le morceau de 2004[5] ;
- 2017 : Enfant du destin (Nour) dans Prose Élite, à propos d'une Rohingya ;
- 2018 : Enfant du destin (Ataï) dans Storyteller, à propos d'Ataï, qui mena la révolte kanak de 1878 contre la France en Nouvelle-Calédonie ;
- 2020 : Enfant du destin (Sara) dans Grand Médine, à propos d'une Ouïghour ;
- 2022 : Enfant du destin (Yasser) dans Médine France, à propos d'un migrant originaire du Soudan qui trouve la mort en traversant la Manche depuis Calais.

## Analyse
Max Leroy en donne la critique suivante dans Ballast :

« Douze titres pour lancer une trajectoire : le Havrais s'emparait de l'Histoire à venir, celle de son temps présent, pour en faire son argile — « J'recrache le drame du monde qui nous entoure. » La voix caverneuse, dure, scie sauteuse reconnaissable entre toutes. Et, déjà, ce ton acerbe et sarcastique — agressif, estimeront certains — qui sera la source de bien des malentendus et polémiques : « Moi je suis plus qu'intégré, je suis intégriste / Un barbu anti-social et fondamentaliste ». Pas un sourire et le poil dru : l'ironie ne passa pas toujours… [...] Son message ? « Celui de la paix », avança-t-il dans le morceau « Salaam ». »

## Titres
| 1.    | Ground Zero                |                    | 4:28 |
| 2.    | À l'encre de Médine        |                    | 4:36 |
| 3.    | L'École de la vie          |                    | 3:59 |
| 4.    | Enfant du destin (Sou Han) |                    | 3:15 |
| 5.    | Guantanamo                 |                    | 3:44 |
| 6.    | Ni violeur ni terroriste   | Aboubakr           | 3:37 |
| 7.    | La Tess                    | Samb (La Boussole) | 2:43 |
| 8.    | Enfant du destin (David)   |                    | 3:32 |
| 9.    | Ligne 11                   | La Boussole        | 5:30 |
| 10.   | Salaam                     | Ibrah (Brav)       | 4:06 |
| 11.   | 1 Minute de …              |                    | 3:03 |
| 12.   | 11 septembre               |                    | 9:17 |
| 51:50 |                            |                    |      |

## 11 septembre-11 Lignes
Dans une première version de l'album intitulée 11 septembre - 11 Lignes, le livret du CD contient 11 textes de 11 lignes écrits par 11 personnes anonymes ou connues sur le thème des attentats du 11 septembre 2001, :
- Farid Abdelkrim (d) ;
- Sédami Anani ;
- Mohamed-Ali Bourharb[8] ou Dieudonné[9],[10] ;
- Wallen ;
- Tariq Abdul-Wahad ;
- Alassane Konate ;
- Abd al Malik ;
- Hugues Blin ;
- Christophe de Ponfilly ;
- Ambre Foulquier ;
- Médine Zaouiche.